# Allin Cottrell

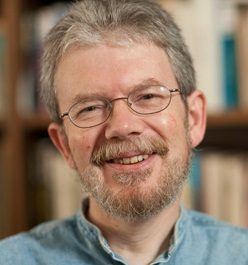
Allin Cottrell, 2011

Allin Cottrell (* 26. Juni 1953 in Schottland) ist Professor für Wirtschaft an der US-amerikanischen Wake Forest University.

## Leben
Cottrell machte seinen Bachelor-Abschluss in Politik, Philosophie und Wirtschaft (PPE) am Merton College der Oxford University. An der University of Edinburgh wurde er promoviert.
1983 zog er in die USA und unterrichtete an der University of North Carolina at Chapel Hill und der Elon University, bevor er 1989 an die Wake Forest University wechselte. Dort unterrichtet Cottrell Volkswirtschaftslehre und Ökonometrie. Seine Hauptforschungstätigkeit bezieht sich auf die Ideengeschichte der Wirtschaft, besonders Keynes und Marx, Fragen der Makroökonomie und die Theorie wirtschaftlicher Planung.
Cottrell ist verheiratet und hat eine Tochter.

## Werk
Zusammen mit dem Informatiker Paul Cockshott stellte Cottrell in seinem Werk „Alternativen aus dem Rechner. Für sozialistische Planung und direkte Demokratie“ (Towards a new socialism) verschiedene Ansätze vor, wie eine der Marktwirtschaft überlegene Planwirtschaft durch Informationstechnologie ermöglicht werden soll.
Cottrell ist Initiator und einer der hauptverantwortlichen Autoren von gretl (Gnu Regression, Econometrics and Time-series Library), einem Open-Source-Programmpaket für statistische Berechnungen.

## Veröffentlichungen
Englisch-Original
- Social Classes in Marxist Theory and in Post-war Britain,  1984, ISBN 978-0-7100-9906-8.
- Towards a New Socialism, 1993, ISBN 978-0-85124-544-7 (pdf; 936 kB)

Deutsche Übersetzungen
- Alternativen aus dem Rechner. Für sozialistische Planung und direkte Demokratie,  2006, ISBN 978-3-89438-345-9.